# Sterrhurus floridensis
Sterrhurus floridensis är en plattmaskart. Sterrhurus floridensis ingår i släktet Sterrhurus och familjen Hemiuridae. Inga underarter finns listade i Catalogue of Life.